# الطول (تيساف)
الطول هي إحدى مشيخات المملكة المغربية، تتبع جغرافيا لإقليم بولمان وإداريًا لتيساف. يقدر عدد سكانها بـ 1262 نسمة حسب الإحصاء الرسمي للسكان والسكنى لسنة 2004.